# Praia da Penha
Vista Panorâmica da Praia da Penha em João Pessoa
Da Penha é uma praia brasileira localiza-se em João Pessoa, capital do estado da Paraíba. Tem como limites o rio do Cabelo, ao norte, e o riacho de Jacarapé, ao sul.
Nela está situada a Capela de Nossa Senhora da Penha (João Pessoa), que detém um dos maiores acervos de objetos deixados por romeiros na Paraíba, destacando-se também pelas comemorações tradicionais da padroeira local, a Virgem da Penha. A área é tombada e protegida pelo Instituto do Patrimônio Histórico e Artístico do Estado da Paraíba (Iphaep).

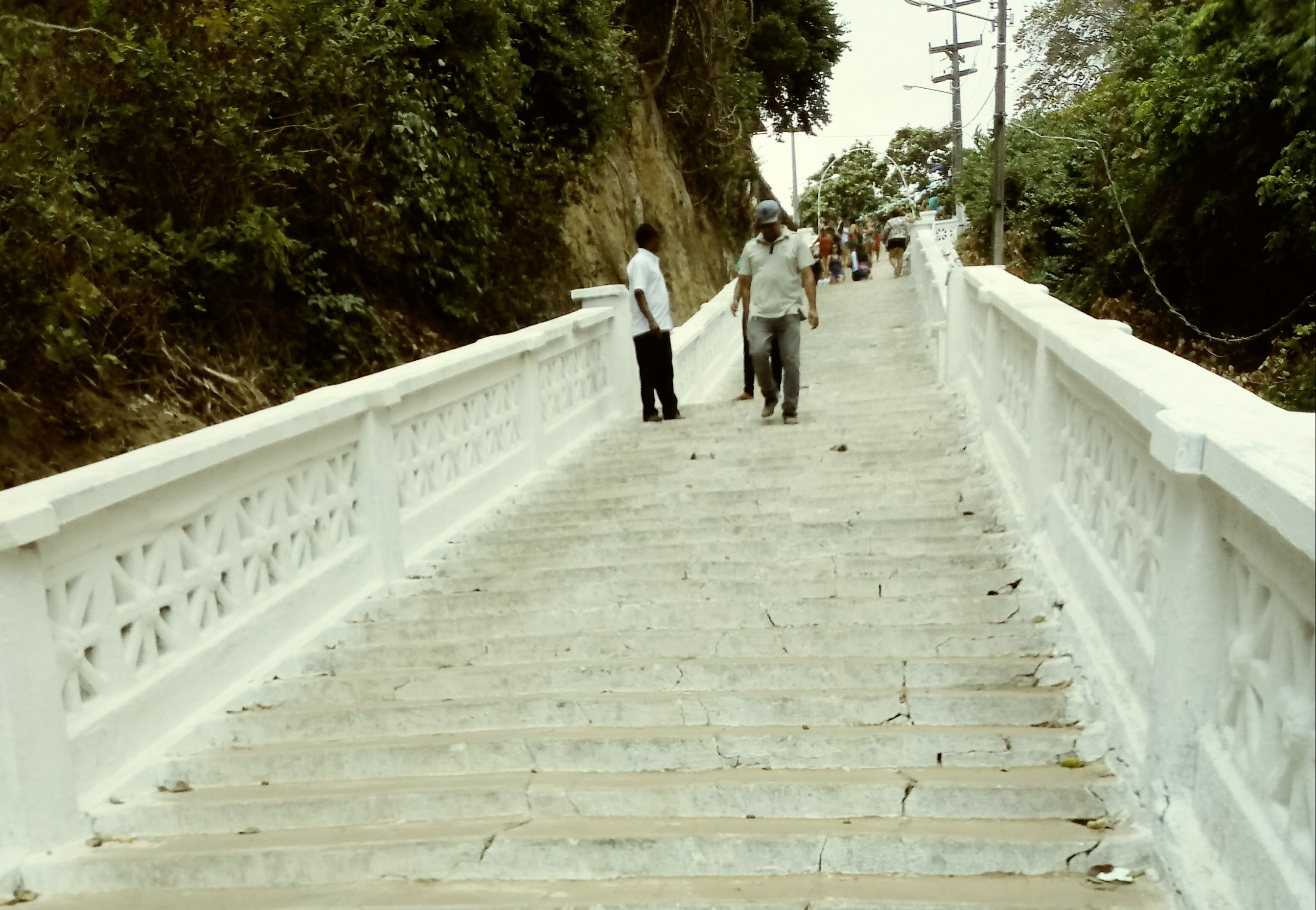
Vista da Escadaria na praia da Penha na Cidade de João Pessoa.

| Oceano Atlântico                              |                               |                                                |
| precedida por: Praia do Seixas ( João Pessoa) | Praia da Penha ( João Pessoa) | sucedida por: Praia de Jacarapé ( João Pessoa) |